# Save the Last Dance 2
Save the Last Dance 2 ist ein US-amerikanischer Tanzfilm aus dem Jahr 2006. Er ist die Fortsetzung zum Kinoerfolg Save the Last Dance. Während es im ersten Teil hauptsächlich um die problematische Beziehung zwischen einem Afroamerikaner und einer Weißen geht, wird im zweiten Teil die Zusammenführung zweier völlig verschiedener Tanzarten in den Mittelpunkt gestellt: Hip-Hop und Ballett.

## Handlung
Sara ist der Verwirklichung ihres Traums an der Juilliard School einen Schritt näher. Doch ihr Engagement wird auf eine harte Probe gestellt, sie spürt den Konflikt zwischen ihrem Talent für den klassischen Tanz und ihrer leidenschaftlichen Hingabe zum Hip-Hop. Doch durch den smarten Musiker Miles Sultana lernt sie auf ihr Herz zu hören. So versucht Sara nicht weiterhin, in die Fußstapfen großer Tänzerinnen zu treten, sondern entscheidet sich, zusammen mit Miles etwas Neues zu erschaffen: eine Verbindung von Ballett und Hip-Hop.

## Darsteller

### Hauptdarsteller
- Izabella Miko: Sara Johnson
- Columbus Short: Miles Sultana
- Jacqueline Bisset: Monique Delacroix
- Aubrey Dollar: Zoe
- Ian Brennan: Franz
- Maria Brooks: Katrina

### Nebendarsteller
- Tracey Armstrong: Candy
- Seana McKenna: Simone
- Ne-Yo: Mixx
- Robert Allan: Paul
- Matthew Watling: Marcus
- Evan Williams: Shane
- Diane Fabian: Bella
- Brendan Wall: Nigel
- Michael Hanrahan: Mr. Stills
- Mike Spendlove: Theo
- Ray J: Savion „DJ Scientific“ Gibson

## Tänzer

### Ballett
- Azama Bashir
- Katherine Clarke
- Caitlin Cullimore
- Melody Ichimura
- Matthew Johnson
- Tina Pereira
- Lily Pritchard
- Ashleigh Rains
- Stephen Roberts
- Katy Schroeder
- Dayna Tietzen
- Kevin Yee

### Hip-Hop
- Jade Anderson
- Ron Bedeau
- Nicole De Lecia
- Sarah Francis
- Chantelle Leonardo
- Devon Perri
- Chris Andrew Robinson
- Latoya Robinson
- Jordan Setacci

### Giselle
- Victoria Lamond
- Laura Lawson
- Kimberly O’Neill
- Valerie Saija

### Sonstige Tänzer
- Laura Cota
- Jessica Keeling
- Tammy Nera
- Jennifer Nichols
- Anisa Tejpar
- Charissa Zoetmulder
- Roshan Amendra
- Troy Feldman
- Noel „Stuntz“ Wozu
- Mike „Troublz“ Smith
- David Cox